# Liste des planètes mineures (641001-642000)
Voici la liste des planètes mineures numérotées de 641001 à 642000. Les planètes mineures sont numérotées lorsque leur orbite est confirmée, ce qui peut parfois se produire longtemps après leur découverte. Elles sont classées ici par leur numéro.

## Planètes mineures 641001 à 642000
- (641001) 2002 RH289
- (641002) 2002 RL290
- (641003) 2002 RH291
- (641004) 2002 RD294
- (641005) 2002 RK294
- (641006) 2002 RX295
- (641007) 2002 RZ295
- (641008) 2002 RP297
- (641009) 2002 RN298
- (641010) 2002 RV298
- (641011) 2002 RT299
- (641012) 2002 RU299
- (641013) 2002 RM300
- (641014) 2002 RS300
- (641015) 2002 RX300
- (641016) 2002 RY300
- (641017) 2002 RA301
- (641018) 2002 RD301
- (641019) 2002 SU13
- (641020) 2002 SQ33
- (641021) 2002 SK52
- (641022) 2002 SF63
- (641023) 2002 SN63
- (641024) 2002 SR63
- (641025) 2002 SG66
- (641026) 2002 ST68
- (641027) 2002 SF71
- (641028) 2002 SZ71
- (641029) 2002 SV72
- (641030) 2002 SR75
- (641031) 2002 SW75
- (641032) 2002 TB2
- (641033) 2002 TE12
- (641034) 2002 TB17
- (641035) 2002 TG29
- (641036) 2002 TH59
- (641037) 2002 TQ98
- (641038) 2002 TC104
- (641039) 2002 TO117
- (641040) 2002 TF118
- (641041) 2002 TZ118
- (641042) 2002 TO131
- (641043) 2002 TY141
- (641044) 2002 TZ146
- (641045) 2002 TA148
- (641046) 2002 TQ148
- (641047) 2002 TQ153
- (641048) 2002 TC156
- (641049) 2002 TM167
- (641050) 2002 TN167
- (641051) 2002 TD201
- (641052) 2002 TU209
- (641053) 2002 TG221
- (641054) 2002 TP235
- (641055) 2002 TJ236
- (641056) 2002 TJ252
- (641057) 2002 TV269
- (641058) 2002 TM383
- (641059) 2002 TD386
- (641060) 2002 TT389
- (641061) 2002 TS390
- (641062) 2002 TV390
- (641063) 2002 TA391
- (641064) 2002 TK391
- (641065) 2002 TB392
- (641066) 2002 TG392
- (641067) 2002 TL392
- (641068) 2002 TC394
- (641069) 2002 TE394
- (641070) 2002 UW13
- (641071) 2002 UF19
- (641072) 2002 UR24
- (641073) 2002 UD26
- (641074) 2002 UW29
- (641075) 2002 US73
- (641076) 2002 UW76
- (641077) 2002 UD77
- (641078) 2002 UD79
- (641079) 2002 UF79
- (641080) 2002 UA80
- (641081) 2002 UD80
- (641082) 2002 UQ80
- (641083) 2002 UO81
- (641084) 2002 US81
- (641085) 2002 UV81
- (641086) 2002 UD82
- (641087) 2002 VX
- (641088) 2002 VW4
- (641089) 2002 VJ15
- (641090) 2002 VR18
- (641091) 2002 VL25
- (641092) 2002 VT46
- (641093) 2002 VH115
- (641094) 2002 VR116
- (641095) 2002 VQ132
- (641096) 2002 VF137
- (641097) 2002 VQ138
- (641098) 2002 VP144
- (641099) 2002 VT144
- (641100) 2002 VW147
- (641101) 2002 VK148
- (641102) 2002 VM148
- (641103) 2002 VS149
- (641104) 2002 VC150
- (641105) 2002 VG150
- (641106) 2002 VQ150
- (641107) 2002 VR150
- (641108) 2002 VW151
- (641109) 2002 VD152
- (641110) 2002 VM152
- (641111) 2002 VX152
- (641112) 2002 VR153
- (641113) 2002 VS153
- (641114) 2002 VM154
- (641115) 2002 WX1
- (641116) 2002 WY4
- (641117) 2002 WQ13
- (641118) 2002 WH20
- (641119) 2002 WY22
- (641120) 2002 WV23
- (641121) 2002 WJ24
- (641122) 2002 WH25
- (641123) 2002 WU25
- (641124) 2002 WF31
- (641125) 2002 WQ32
- (641126) 2002 WU32
- (641127) 2002 XE2
- (641128) 2002 XM18
- (641129) 2002 XA38
- (641130) 2002 XD92
- (641131) 2002 XT117
- (641132) 2002 XS121
- (641133) 2002 XX121
- (641134) 2002 XM122
- (641135) 2002 XZ122
- (641136) 2002 XD123
- (641137) 2002 XG123
- (641138) 2002 XK123
- (641139) 2002 XU123
- (641140) 2002 XV123
- (641141) 2002 YL11
- (641142) 2002 YS12
- (641143) 2002 YC27
- (641144) 2002 YA37
- (641145) 2003 AH22
- (641146) 2003 AN71
- (641147) 2003 AJ83
- (641148) 2003 AB95
- (641149) 2003 AE95
- (641150) 2003 AS95
- (641151) 2003 AV95
- (641152) 2003 BX3
- (641153) 2003 BC4
- (641154) 2003 BH50
- (641155) 2003 BC75
- (641156) 2003 BH76
- (641157) 2003 BS95
- (641158) 2003 BU95
- (641159) 2003 BX95
- (641160) 2003 BX96
- (641161) 2003 BY96
- (641162) 2003 BC97
- (641163) 2003 BO97
- (641164) 2003 BN98
- (641165) 2003 BW98
- (641166) 2003 BE99
- (641167) 2003 BL99
- (641168) 2003 BS100
- (641169) 2003 BY100
- (641170) 2003 BR101
- (641171) 2003 BU101
- (641172) 2003 CQ10
- (641173) 2003 CV16
- (641174) 2003 CA27
- (641175) 2003 CD27
- (641176) 2003 CE27
- (641177) 2003 EM36
- (641178) 2003 EM42
- (641179) 2003 ER43
- (641180) 2003 EX54
- (641181) 2003 EK55
- (641182) 2003 EM64
- (641183) 2003 EU64
- (641184) 2003 EV64
- (641185) 2003 EX64
- (641186) 2003 EC65
- (641187) 2003 FT13
- (641188) 2003 FD57
- (641189) 2003 FP59
- (641190) 2003 FY102
- (641191) 2003 FN122
- (641192) 2003 FK124
- (641193) 2003 FB125
- (641194) 2003 FR125
- (641195) 2003 FT125
- (641196) 2003 FR126
- (641197) 2003 FL134
- (641198) 2003 FH135
- (641199) 2003 FW135
- (641200) 2003 FC136
- (641201) 2003 FY136
- (641202) 2003 FA137
- (641203) 2003 FC138
- (641204) 2003 FS138
- (641205) 2003 FT138
- (641206) 2003 FS139
- (641207) 2003 FZ139
- (641208) 2003 FA140
- (641209) 2003 FN140
- (641210) 2003 FT140
- (641211) 2003 FH141
- (641212) 2003 GQ21
- (641213) 2003 GS31
- (641214) 2003 GD33
- (641215) 2003 GS33
- (641216) 2003 GR45
- (641217) 2003 GN47
- (641218) 2003 GU48
- (641219) 2003 GV50
- (641220) 2003 GH58
- (641221) 2003 GP58
- (641222) 2003 GX58
- (641223) 2003 GC59
- (641224) 2003 GD59
- (641225) 2003 GZ59
- (641226) 2003 GF60
- (641227) 2003 GQ62
- (641228) 2003 GV62
- (641229) 2003 GC63
- (641230) 2003 GG63
- (641231) 2003 GT63
- (641232) 2003 GV63
- (641233) 2003 GX63
- (641234) 2003 GJ64
- (641235) 2003 GM64
- (641236) 2003 GV64
- (641237) 2003 GE65
- (641238) 2003 GF65
- (641239) 2003 GP65
- (641240) 2003 GB66
- (641241) 2003 GC66
- (641242) 2003 GL66
- (641243) 2003 GX66
- (641244) 2003 GY66
- (641245) 2003 GK67
- (641246) 2003 HA11
- (641247) 2003 HA18
- (641248) 2003 HK26
- (641249) 2003 HM29
- (641250) 2003 HA35
- (641251) 2003 HV55
- (641252) 2003 HE58
- (641253) 2003 HP59
- (641254) 2003 HF61
- (641255) 2003 HR61
- (641256) 2003 HU61
- (641257) 2003 HV61
- (641258) 2003 HA63
- (641259) 2003 HJ63
- (641260) 2003 HL63
- (641261) 2003 HV64
- (641262) 2003 HH65
- (641263) 2003 JX18
- (641264) 2003 KP5
- (641265) 2003 KP6
- (641266) 2003 KP11
- (641267) 2003 KZ16
- (641268) 2003 KT18
- (641269) 2003 KM27
- (641270) 2003 KD33
- (641271) 2003 KT37
- (641272) 2003 KW37
- (641273) 2003 KR38
- (641274) 2003 KZ38
- (641275) 2003 KG40
- (641276) 2003 KH40
- (641277) 2003 LJ10
- (641278) 2003 LQ10
- (641279) 2003 LA11
- (641280) 2003 LD11
- (641281) 2003 LG11
- (641282) 2003 LL11
- (641283) 2003 NY6
- (641284) 2003 NP10
- (641285) 2003 NF13
- (641286) 2003 NW13
- (641287) 2003 NC14
- (641288) 2003 NM14
- (641289) 2003 NR14
- (641290) 2003 NU14
- (641291) 2003 OF
- (641292) 2003 OW11
- (641293) 2003 QM9
- (641294) 2003 QZ12
- (641295) 2003 QH23
- (641296) 2003 QR28
- (641297) 2003 QN45
- (641298) 2003 QW47
- (641299) 2003 QN49
- (641300) 2003 QX69
- (641301) 2003 QW70
- (641302) 2003 QF76
- (641303) 2003 QL80
- (641304) 2003 QS98
- (641305) 2003 QA108
- (641306) 2003 QG120
- (641307) 2003 QO120
- (641308) 2003 QN122
- (641309) 2003 QS123
- (641310) 2003 QE124
- (641311) 2003 QP125
- (641312) 2003 QX125
- (641313) 2003 RC3
- (641314) 2003 RJ9
- (641315) 2003 SB41
- (641316) 2003 SO79
- (641317) 2003 SK89
- (641318) 2003 SQ113
- (641319) 2003 SL119
- (641320) 2003 SK127
- (641321) 2003 SL127
- (641322) 2003 SQ127
- (641323) 2003 SY185
- (641324) 2003 SP186
- (641325) 2003 SS189
- (641326) 2003 SF207
- (641327) 2003 SX209
- (641328) 2003 SD215
- (641329) 2003 ST234
- (641330) 2003 SE263
- (641331) 2003 ST264
- (641332) 2003 SY278
- (641333) 2003 SS323
- (641334) 2003 SW336
- (641335) 2003 SA343
- (641336) 2003 SK348
- (641337) 2003 SH359
- (641338) 2003 SX360
- (641339) 2003 SB361
- (641340) 2003 SF361
- (641341) 2003 SA366
- (641342) 2003 SK372
- (641343) 2003 ST375
- (641344) 2003 SV378
- (641345) 2003 SY380
- (641346) 2003 SM385
- (641347) 2003 SV386
- (641348) 2003 SM388
- (641349) 2003 SR388
- (641350) 2003 SB393
- (641351) 2003 SQ395
- (641352) 2003 SM397
- (641353) 2003 SJ400
- (641354) 2003 SG403
- (641355) 2003 SP407
- (641356) 2003 SF411
- (641357) 2003 SS412
- (641358) 2003 SR414
- (641359) 2003 SR424
- (641360) 2003 SS427
- (641361) 2003 SL428
- (641362) 2003 SK436
- (641363) 2003 SZ437
- (641364) 2003 SM438
- (641365) 2003 SB439
- (641366) 2003 SM440
- (641367) 2003 SQ440
- (641368) 2003 SS440
- (641369) 2003 SQ441
- (641370) 2003 SZ441
- (641371) 2003 ST443
- (641372) 2003 SH444
- (641373) 2003 SD449
- (641374) 2003 SR451
- (641375) 2003 SB452
- (641376) 2003 SZ453
- (641377) 2003 SB454
- (641378) 2003 SZ457
- (641379) 2003 SB459
- (641380) 2003 SS459
- (641381) 2003 SM461
- (641382) 2003 SS462
- (641383) 2003 SX464
- (641384) 2003 SG466
- (641385) 2003 SM466
- (641386) 2003 SJ467
- (641387) 2003 SK474
- (641388) 2003 SM476
- (641389) 2003 TQ4
- (641390) 2003 TG22
- (641391) 2003 TH53
- (641392) 2003 TN60
- (641393) 2003 TL61
- (641394) 2003 TN62
- (641395) 2003 TE63
- (641396) 2003 TU63
- (641397) 2003 TR65
- (641398) 2003 TA66
- (641399) 2003 UX15
- (641400) 2003 UY23
- (641401) 2003 UQ59
- (641402) 2003 US71
- (641403) 2003 UG76
- (641404) 2003 UQ107
- (641405) 2003 UD111
- (641406) 2003 UD112
- (641407) 2003 UE137
- (641408) 2003 UO156
- (641409) 2003 UH157
- (641410) 2003 UN169
- (641411) 2003 UB173
- (641412) 2003 UQ221
- (641413) 2003 UZ268
- (641414) 2003 UL271
- (641415) 2003 UC286
- (641416) 2003 US320
- (641417) 2003 UJ329
- (641418) 2003 UO341
- (641419) 2003 UM342
- (641420) 2003 UB345
- (641421) 2003 UT346
- (641422) 2003 US348
- (641423) 2003 UZ349
- (641424) 2003 UR354
- (641425) 2003 UE363
- (641426) 2003 UM365
- (641427) 2003 US372
- (641428) 2003 UU381
- (641429) 2003 UE391
- (641430) 2003 UA399
- (641431) 2003 UP405
- (641432) 2003 UN408
- (641433) 2003 UA409
- (641434) 2003 UJ415
- (641435) 2003 UL419
- (641436) 2003 UD421
- (641437) 2003 UF421
- (641438) 2003 UD422
- (641439) 2003 UG425
- (641440) 2003 US425
- (641441) 2003 UJ427
- (641442) 2003 UL427
- (641443) 2003 UK428
- (641444) 2003 UM428
- (641445) 2003 UU436
- (641446) 2003 UZ438
- (641447) 2003 UB439
- (641448) 2003 UL439
- (641449) 2003 UB440
- (641450) 2003 UG443
- (641451) 2003 UB448
- (641452) 2003 WU29
- (641453) 2003 WH33
- (641454) 2003 WL82
- (641455) 2003 WJ85
- (641456) 2003 WW89
- (641457) 2003 WC106
- (641458) 2003 WT107
- (641459) 2003 WA169
- (641460) 2003 WM182
- (641461) 2003 WD183
- (641462) 2003 WX195
- (641463) 2003 WC196
- (641464) 2003 WM196
- (641465) 2003 WZ196
- (641466) 2003 WB199
- (641467) 2003 WG199
- (641468) 2003 WJ199
- (641469) 2003 WR199
- (641470) 2003 WV199
- (641471) 2003 WE200
- (641472) 2003 WL201
- (641473) 2003 WO201
- (641474) 2003 WV201
- (641475) 2003 WW201
- (641476) 2003 WH202
- (641477) 2003 WJ202
- (641478) 2003 WM202
- (641479) 2003 WZ202
- (641480) 2003 WH206
- (641481) 2003 WO206
- (641482) 2003 WQ206
- (641483) 2003 WU206
- (641484) 2003 WQ207
- (641485) 2003 WN213
- (641486) 2003 WW214
- (641487) 2003 WL215
- (641488) 2003 WR215
- (641489) 2003 WA217
- (641490) 2003 XD
- (641491) 2003 XL29
- (641492) 2003 XL44
- (641493) 2003 XO44
- (641494) 2003 YZ1
- (641495) 2003 YE7
- (641496) 2003 YE108
- (641497) 2003 YX118
- (641498) 2003 YW123
- (641499) 2003 YJ124
- (641500) 2003 YH152
- (641501) 2003 YH173
- (641502) 2003 YE183
- (641503) 2003 YL184
- (641504) 2003 YQ185
- (641505) 2003 YW186
- (641506) 2003 YF187
- (641507) 2003 YJ187
- (641508) 2003 YY187
- (641509) 2003 YG188
- (641510) 2003 YC189
- (641511) 2003 YD189
- (641512) 2003 YR189
- (641513) 2003 YS189
- (641514) 2004 AR15
- (641515) 2004 AO18
- (641516) 2004 AC20
- (641517) 2004 AH27
- (641518) 2004 BJ
- (641519) 2004 BC7
- (641520) 2004 BX64
- (641521) 2004 BM87
- (641522) 2004 BJ112
- (641523) 2004 BT134
- (641524) 2004 BG139
- (641525) 2004 BE143
- (641526) 2004 BR144
- (641527) 2004 BD145
- (641528) 2004 BH153
- (641529) 2004 BE155
- (641530) 2004 BJ164
- (641531) 2004 BQ164
- (641532) 2004 BS164
- (641533) 2004 BA165
- (641534) 2004 BK165
- (641535) 2004 BF167
- (641536) 2004 BL168
- (641537) 2004 BC169
- (641538) 2004 BX169
- (641539) 2004 BA170
- (641540) 2004 BL170
- (641541) 2004 BT171
- (641542) 2004 BD172
- (641543) 2004 BF173
- (641544) 2004 CO6
- (641545) 2004 CL10
- (641546) 2004 CH75
- (641547) 2004 CN106
- (641548) 2004 CJ117
- (641549) 2004 CD119
- (641550) 2004 CT119
- (641551) 2004 CC131
- (641552) 2004 CF131
- (641553) 2004 CF132
- (641554) 2004 CH132
- (641555) 2004 CW132
- (641556) 2004 CL134
- (641557) 2004 CO134
- (641558) 2004 CS134
- (641559) 2004 CK135
- (641560) 2004 CN135
- (641561) 2004 DE55
- (641562) 2004 DZ55
- (641563) 2004 DB57
- (641564) 2004 DM57
- (641565) 2004 DC75
- (641566) 2004 DE78
- (641567) 2004 DQ83
- (641568) 2004 DE84
- (641569) 2004 DX84
- (641570) 2004 DK85
- (641571) 2004 DT85
- (641572) 2004 DU85
- (641573) 2004 DS86
- (641574) 2004 DV86
- (641575) 2004 DX86
- (641576) 2004 DH87
- (641577) 2004 DM89
- (641578) 2004 DV89
- (641579) 2004 ER9
- (641580) 2004 EG26
- (641581) 2004 EX42
- (641582) 2004 EK47
- (641583) 2004 EX87
- (641584) 2004 EZ96
- (641585) 2004 EJ100
- (641586) 2004 EF105
- (641587) 2004 EN105
- (641588) 2004 EX107
- (641589) 2004 EP109
- (641590) 2004 EM117
- (641591) 2004 EN117
- (641592) 2004 FH3
- (641593) 2004 FJ3
- (641594) 2004 FR6
- (641595) 2004 FM9
- (641596) 2004 FX15
- (641597) 2004 FK31
- (641598) 2004 FK54
- (641599) 2004 FZ71
- (641600) 2004 FR73
- (641601) 2004 FO78
- (641602) 2004 FF98
- (641603) 2004 FZ106
- (641604) 2004 FK113
- (641605) 2004 FA120
- (641606) 2004 FM152
- (641607) 2004 FL157
- (641608) 2004 FO162
- (641609) 2004 FZ166
- (641610) 2004 FF167
- (641611) 2004 FG167
- (641612) 2004 FA168
- (641613) 2004 FE168
- (641614) 2004 FF168
- (641615) 2004 FB169
- (641616) 2004 FE169
- (641617) 2004 FW169
- (641618) 2004 FF170
- (641619) 2004 FH170
- (641620) 2004 FJ170
- (641621) 2004 FN170
- (641622) 2004 FQ170
- (641623) 2004 FK171
- (641624) 2004 FO172
- (641625) 2004 FN173
- (641626) 2004 FB174
- (641627) 2004 FU174
- (641628) 2004 FP175
- (641629) 2004 FX175
- (641630) 2004 FY176
- (641631) 2004 FH177
- (641632) 2004 FK177
- (641633) 2004 FL177
- (641634) 2004 FE178
- (641635) 2004 GS11
- (641636) 2004 GE19
- (641637) 2004 GM49
- (641638) 2004 GU50
- (641639) 2004 GL55
- (641640) 2004 GQ63
- (641641) 2004 GZ64
- (641642) 2004 GC65
- (641643) 2004 GZ68
- (641644) 2004 GU79
- (641645) 2004 GK80
- (641646) 2004 GN84
- (641647) 2004 GV86
- (641648) 2004 GP89
- (641649) 2004 GJ90
- (641650) 2004 GX90
- (641651) 2004 GZ90
- (641652) 2004 GB91
- (641653) 2004 GD91
- (641654) 2004 GK91
- (641655) 2004 GM91
- (641656) 2004 GN91
- (641657) 2004 GY91
- (641658) 2004 HK11
- (641659) 2004 HT13
- (641660) 2004 HO16
- (641661) 2004 HW28
- (641662) 2004 HL33
- (641663) 2004 HC72
- (641664) 2004 HW79
- (641665) 2004 HA80
- (641666) 2004 HW80
- (641667) 2004 HX80
- (641668) 2004 HD81
- (641669) 2004 HY81
- (641670) 2004 HP82
- (641671) 2004 HO83
- (641672) 2004 HU83
- (641673) 2004 HT84
- (641674) 2004 HB85
- (641675) 2004 HP85
- (641676) 2004 JW7
- (641677) 2004 JV37
- (641678) 2004 JV38
- (641679) 2004 JN48
- (641680) 2004 JJ51
- (641681) 2004 JO57
- (641682) 2004 JT57
- (641683) 2004 JD58
- (641684) 2004 JF58
- (641685) 2004 JK58
- (641686) 2004 KL7
- (641687) 2004 KC11
- (641688) 2004 KS17
- (641689) 2004 KE20
- (641690) 2004 KQ20
- (641691) 2004 KS20
- (641692) 2004 KF21
- (641693) 2004 KM21
- (641694) 2004 KW21
- (641695) 2004 KJ22
- (641696) 2004 KK22
- (641697) 2004 LF2
- (641698) 2004 LU12
- (641699) 2004 LP23
- (641700) 2004 LD32
- (641701) 2004 LL32
- (641702) 2004 LR32
- (641703) 2004 LG33
- (641704) 2004 MJ3
- (641705) 2004 MV9
- (641706) 2004 MQ10
- (641707) 2004 NH7
- (641708) 2004 NO22
- (641709) 2004 NF32
- (641710) 2004 NA34
- (641711) 2004 NB34
- (641712) 2004 NG34
- (641713) 2004 NJ34
- (641714) 2004 NO34
- (641715) 2004 OL13
- (641716) 2004 OE16
- (641717) 2004 OU16
- (641718) 2004 OK17
- (641719) 2004 PK1
- (641720) 2004 PE7
- (641721) 2004 PG29
- (641722) 2004 PB43
- (641723) 2004 PS55
- (641724) 2004 PT68
- (641725) 2004 PW95
- (641726) 2004 PG114
- (641727) 2004 PZ115
- (641728) 2004 PC116
- (641729) 2004 PC118
- (641730) 2004 PD118
- (641731) 2004 PS118
- (641732) 2004 PF119
- (641733) 2004 PZ119
- (641734) 2004 PB120
- (641735) 2004 PO120
- (641736) 2004 PS120
- (641737) 2004 PP121
- (641738) 2004 QW13
- (641739) 2004 QJ15
- (641740) 2004 QU29
- (641741) 2004 QF30
- (641742) 2004 QJ32
- (641743) 2004 QL33
- (641744) 2004 QO33
- (641745) 2004 QH34
- (641746) 2004 QS34
- (641747) 2004 QV34
- (641748) 2004 QM36
- (641749) 2004 QD38
- (641750) 2004 QC39
- (641751) 2004 RS23
- (641752) 2004 RS37
- (641753) 2004 RS41
- (641754) 2004 RV44
- (641755) 2004 RX44
- (641756) 2004 RV87
- (641757) 2004 RB107
- (641758) 2004 RP113
- (641759) 2004 RD115
- (641760) 2004 RD116
- (641761) 2004 RQ117
- (641762) 2004 RU117
- (641763) 2004 RX117
- (641764) 2004 RK121
- (641765) 2004 RB122
- (641766) 2004 RF125
- (641767) 2004 RN130
- (641768) 2004 RT130
- (641769) 2004 RH132
- (641770) 2004 RW141
- (641771) 2004 RN147
- (641772) 2004 RJ160
- (641773) 2004 RR160
- (641774) 2004 RJ163
- (641775) 2004 RV169
- (641776) 2004 RF177
- (641777) 2004 RW201
- (641778) 2004 RL202
- (641779) 2004 RH205
- (641780) 2004 RF207
- (641781) 2004 RM219
- (641782) 2004 RS221
- (641783) 2004 RX228
- (641784) 2004 RA233
- (641785) 2004 RU237
- (641786) 2004 RY237
- (641787) 2004 RW239
- (641788) 2004 RC240
- (641789) 2004 RP245
- (641790) 2004 RC246
- (641791) 2004 RC261
- (641792) 2004 RS261
- (641793) 2004 RB262
- (641794) 2004 RW262
- (641795) 2004 RV267
- (641796) 2004 RE269
- (641797) 2004 RS270
- (641798) 2004 RL278
- (641799) 2004 RF280
- (641800) 2004 RD285
- (641801) 2004 RK290
- (641802) 2004 RL293
- (641803) 2004 RS301
- (641804) 2004 RR303
- (641805) 2004 RL310
- (641806) 2004 RX310
- (641807) 2004 RE320
- (641808) 2004 RR327
- (641809) 2004 RW327
- (641810) 2004 RA329
- (641811) 2004 RK330
- (641812) 2004 RU340
- (641813) 2004 RV341
- (641814) 2004 RG357
- (641815) 2004 RN357
- (641816) 2004 RQ357
- (641817) 2004 RW357
- (641818) 2004 RA358
- (641819) 2004 RD358
- (641820) 2004 RS358
- (641821) 2004 RL359
- (641822) 2004 RO359
- (641823) 2004 RJ360
- (641824) 2004 RR362
- (641825) 2004 RX362
- (641826) 2004 RY362
- (641827) 2004 RC363
- (641828) 2004 RN363
- (641829) 2004 RM364
- (641830) 2004 RU364
- (641831) 2004 SX2
- (641832) 2004 SV12
- (641833) 2004 SW14
- (641834) 2004 SB25
- (641835) 2004 SB36
- (641836) 2004 SG47
- (641837) 2004 SY50
- (641838) 2004 SE62
- (641839) 2004 SU62
- (641840) 2004 SB63
- (641841) 2004 SJ63
- (641842) 2004 SE65
- (641843) 2004 SR66
- (641844) 2004 TD
- (641845) 2004 TE5
- (641846) 2004 TC25
- (641847) 2004 TO27
- (641848) 2004 TM30
- (641849) 2004 TE44
- (641850) 2004 TJ45
- (641851) 2004 TB47
- (641852) 2004 TU56
- (641853) 2004 TH66
- (641854) 2004 TN71
- (641855) 2004 TM77
- (641856) 2004 TY78
- (641857) 2004 TV79
- (641858) 2004 TM80
- (641859) 2004 TD81
- (641860) 2004 TT81
- (641861) 2004 TD96
- (641862) 2004 TX97
- (641863) 2004 TK98
- (641864) 2004 TO98
- (641865) 2004 TQ99
- (641866) 2004 TK100
- (641867) 2004 TU101
- (641868) 2004 TY105
- (641869) 2004 TR107
- (641870) 2004 TO108
- (641871) 2004 TF113
- (641872) 2004 TU121
- (641873) 2004 TY128
- (641874) 2004 TC140
- (641875) 2004 TN145
- (641876) 2004 TO145
- (641877) 2004 TE147
- (641878) 2004 TU147
- (641879) 2004 TX152
- (641880) 2004 TM156
- (641881) 2004 TB158
- (641882) 2004 TZ158
- (641883) 2004 TV159
- (641884) 2004 TW161
- (641885) 2004 TX161
- (641886) 2004 TB165
- (641887) 2004 TD177
- (641888) 2004 TP177
- (641889) 2004 TJ179
- (641890) 2004 TG182
- (641891) 2004 TD187
- (641892) 2004 TA188
- (641893) 2004 TX188
- (641894) 2004 TB191
- (641895) 2004 TC191
- (641896) 2004 TS201
- (641897) 2004 TQ208
- (641898) 2004 TJ226
- (641899) 2004 TV226
- (641900) 2004 TE233
- (641901) 2004 TR244
- (641902) 2004 TC249
- (641903) 2004 TE250
- (641904) 2004 TL254
- (641905) 2004 TB260
- (641906) 2004 TD263
- (641907) 2004 TE271
- (641908) 2004 TW281
- (641909) 2004 TM283
- (641910) 2004 TV289
- (641911) 2004 TN292
- (641912) 2004 TZ299
- (641913) 2004 TM300
- (641914) 2004 TB306
- (641915) 2004 TM308
- (641916) 2004 TH312
- (641917) 2004 TC314
- (641918) 2004 TP314
- (641919) 2004 TT315
- (641920) 2004 TJ316
- (641921) 2004 TL317
- (641922) 2004 TS318
- (641923) 2004 TX322
- (641924) 2004 TT331
- (641925) 2004 TW338
- (641926) 2004 TP342
- (641927) 2004 TB344
- (641928) 2004 TH347
- (641929) 2004 TC352
- (641930) 2004 TA354
- (641931) 2004 TV358
- (641932) 2004 TK360
- (641933) 2004 TC362
- (641934) 2004 TY362
- (641935) 2004 TU363
- (641936) 2004 TZ365
- (641937) 2004 TN372
- (641938) 2004 TM373
- (641939) 2004 TD374
- (641940) 2004 TO374
- (641941) 2004 TP374
- (641942) 2004 TJ375
- (641943) 2004 TE376
- (641944) 2004 TQ376
- (641945) 2004 TX377
- (641946) 2004 TS378
- (641947) 2004 TV378
- (641948) 2004 TY378
- (641949) 2004 TB379
- (641950) 2004 TP379
- (641951) 2004 TB380
- (641952) 2004 TU380
- (641953) 2004 TB381
- (641954) 2004 TL381
- (641955) 2004 TR381
- (641956) 2004 TW381
- (641957) 2004 TE382
- (641958) 2004 TG382
- (641959) 2004 TK382
- (641960) 2004 TN382
- (641961) 2004 TD384
- (641962) 2004 TL384
- (641963) 2004 TU384
- (641964) 2004 TA387
- (641965) 2004 TE387
- (641966) 2004 UB10
- (641967) 2004 UM11
- (641968) 2004 UO11
- (641969) 2004 VW5
- (641970) 2004 VJ11
- (641971) 2004 VP11
- (641972) 2004 VD15
- (641973) 2004 VC21
- (641974) 2004 VU34
- (641975) 2004 VR44
- (641976) 2004 VZ44
- (641977) 2004 VD78
- (641978) 2004 VX82
- (641979) 2004 VW87
- (641980) 2004 VV88
- (641981) 2004 VT89
- (641982) 2004 VQ98
- (641983) 2004 VU123
- (641984) 2004 VS131
- (641985) 2004 VA133
- (641986) 2004 VB133
- (641987) 2004 VX133
- (641988) 2004 VZ133
- (641989) 2004 VK134
- (641990) 2004 VN134
- (641991) 2004 VA135
- (641992) 2004 VD135
- (641993) 2004 VE135
- (641994) 2004 VG135
- (641995) 2004 VO136
- (641996) 2004 VL138
- (641997) 2004 WQ
- (641998) 2004 WU2
- (641999) 2004 WP13
- (642000) 2004 WV13